# 費爾特姆
費爾特姆（Feltham）是英國倫敦西部的一個地區，在行政區劃上屬於豪恩斯洛倫敦自治市。費爾特姆位於查令十字以西13.5英里（21.7），希思羅機場以南2英里（3.2）。在歷史上費爾特姆曾屬於米德塞克斯郡。